# Idriss Déby
Tướng Idriss Déby (18 tháng 6 năm 1952 - tháng 4 năm 2021) là một chính khách Cộng hòa Tchad. Ông là Tổng thống Cộng hòa Tchad từ năm 1990 sau khi đứng đầu phe nổi dậy lật đổ vị tổng thống lúc đó Hissène Habré tháng 12/1990 và đã tại vị qua nhiều cuộc nổi loạn chống ông. Ông đã tái đắc cử chức vụ này trong cuộc bầu cử năm 1996 và 2001 và sau khi giới hạn nhiệm kỳ bị bãi bỏ ông lại giành chiến thắng vào năm 2006, 2011 và 2016. Ông đã thêm Itno vào tên đệm tháng 1 năm 2006. Ông cũng là lãnh đạo Phong trào Cứu tế Ái quốc.
Một số nguồn truyền thông quốc tế đã mô tả quy tắc nhiều thập kỷ của Déby là độc tài. Ông bị giết chết vào tháng 4 năm 2021 trong khi chỉ huy các lực lượng chiến đấu trên mặt trận chống lại phiến quân từ Mặt trận vì sự thay đổi và hiệp đồng ở Chad.

## Tiểu sử
Déby sinh ngày 18 tháng 6 năm 1952, ở làng Berdoba, khoảng 190 km từ Fada ở phía bắc Chad, là con trai của một người chăn nuôi giao súc Zaghawa. Sau khi học xong, ông vào Trường Sĩ quan ở N'Djamena. Sau khi theo học Trường Qur'anic ở Tiné, Déby học tại École Française ở Fada và tại trường Pháp-Ả Rập (Lycée Franco-Arabe) ở Abéché.. Ông vẫn trung thành với quân đội và Tổng thống Félix Malloum cho đến khi chính quyền trung ương sụp đổ vào năm 1979. Dęby gắn vận may của với Hissène Habré, một trong các lãnh chúa trưởng Chad. Một năm sau khi Habré trở thành Tổng thống vào năm 1982, để thưởng cho lòng thành của Déby đối với Hissène Habré, Déby đã được bổ nhiệm làm Tổng tư lệnh quân đội. Ông đã thể hiện xuất sắc vào năm 1984 bằng cách tiêu diệt các lực lượng ủng hộ Libya ở Đông Chad. Năm 1985 Habré cách chức ông và phái ông đến Paris để theo một khóa học tại École de Guerre, khi ông trở về, ông đã được bổ nhiệm trưởng cố vấn quân sự của Phủ Tổng thống. Năm 1987, ông phải đối mặt với lực lượng Libya về lĩnh vực này, việc áp dụng chiến thuật gây thiệt hại nặng nề cho lực lượng của đối phương. Một rạn nứt xuất hiện vào năm 1989 giữa Habré và Dęby so với sức mạnh ngày càng tăng của lực lượng Cảnh sát Tổng thống. Habré cáo buộc Dęby chuẩn bị một cuộc đảo chính, thúc đẩy Dęby chạy trốn khỏi Libya.
Theo bài báo của Douglas Farah Harvard cho bạo chúa, Dęby là một thành viên cựu sinh viên của trung tâm đào tạo của Muammar al-Gaddafi.
Ông chuyển tới Sudan và thành lập Phong trào Cứu tế Yêu nước, một nhóm nổi dậy, được hỗ trợ bởi Libya và Sudan, bắt đầu hoạt động chống lại Habré trong tháng 10 năm 1989. Ông đã tung ra một cuộc tấn công quyết định vào ngày 10 tháng 11 năm 1990, và vào ngày 2 tháng 12, quân đội của Deby tiến vào thủ đô Tchad mà không có sự kháng cự nào.